# 포훈
포훈(鮑勛 또는 鮑勳, ? ~ 226년)은 후한 말기 ~ 조위 초기의 관료로, 자는 숙업(叔業)이며, 태산군 평양현(平陽縣) 사람이다. 사례교위 포선의 후손이자 제북상 포신의 차남이다.

## 생애
건안 17년 212년에 조조는 포신의 공적을 기록하고, 표를 올려 포훈의 형 포소를 신도정후로 임명했다. 그리고 포훈을 불러 승상의 연으로 삼았다.
건안 22년 217년에 태자를 세우도 포훈을 중서자로 임명했다. 황문시랑으로 전임되었으며 지방으로 나가서 위군서부도위가 되었다. 태자 곽 부인의 동생은 곡주현의 관리가 되었는데, 관의 베를 훔쳤으므로 법률에 따라 참수하여 시장에 버렸다. 조조는 당시 초현에 있었고, 태자만이 업성에 남아 있었다. 태자는 그를 위해 여러 차례 친히 편지를 써서 죄를 사면해 줄 것을 간청했다. 그러나 포훈은 감히 독단적으로 석방시키지 않고 사실대로 상세하게 보고했다. 포훈이 이전에 동궁에 있을 때, 공정한 태도를 고수하며 굽히지 않았으므로 태자는 당연히 좋아할 수 없었다. 게다가 이 일이 겹쳤으므로 미워하고 원망하는 것이 더욱 심해졌다. 마침 군의 경계지역에 배치했던 휴가중인 병사로 기한을 어긴 자가 있어 은밀히 중위에게 명하여 상주하도록 하여 포훈을 면식시켰으나 오랜 시간이 지나자, 다시 시어사로 임명했다.
연강 원년 220년에 조조는 세상을 떠났고, 태자가 왕의 자리에 즉위하였으며, 포훈은 부마도위의 신분으로 시중을 겸임했다. 문제가 선양을 받아 즉위하였다.

### 죽음
황초 6년 225년 가을에 문제는 오나라를 정벌하려고 여러 신하들로 하여금 크게 논의하도록 했는데, 포훈이 정면을 향하고 간언하였다가 조비의 화를사 즉시 포훈을 치서진법으로 좌천시키고 말았다 하지만, 여러 신하들은 표를 올려서 포훈의 죄를 사면해 줄 것을 청했지만 조비는 받아들이지 않고 결국 사적인 감정으로 처형시켜버렸다.

## 같이 보기
- 삼국지 인물 목록
- 진수 (서진)
- 배송지